# Masaaki Kanno
Masaaki Kanno (født 15. august 1960) er en tidligere japansk fodboldspiller og træner.
Han har spillet for flere forskellige klubber i sin karriere, herunder JEF United Ichihara og Kyoto Purple Sanga.
Han har tidligere trænet Mito HollyHock, Omiya Ardija og Shonan Bellmare.